# Furnia bakeri
Furnia bakeri är en insektsart som beskrevs av Heinrich Hugo Karny 1921. Furnia bakeri ingår i släktet Furnia och familjen vårtbitare. Inga underarter finns listade i Catalogue of Life.